# Pećišće
Pećišće je naselje u Hrvatskoj u sastavu općine Skrada. Nalazi se u Primorsko-goranskoj županiji.

## Zemljopis
Južno su Resnatac i Gramalj, sjeverozapadno su Brezje Dobransko i Gornja Dobra, sjeveroistočno su Donja Dobra, Novi Lazi, istočno su Stari Lazi, jugoistočno je Mala Dobra.

## Stanovništvo
| broj stanovnika | 44    | 43    | 47    | 45    | 40    | 46    | 39    | 27    | 34    | 33    | 41    | 43    | 26    | 11    | 6     | 3     |       |
|                 | 1857. | 1869. | 1880. | 1890. | 1900. | 1910. | 1921. | 1931. | 1948. | 1953. | 1961. | 1971. | 1981. | 1991. | 2001. | 2011. | 2021. |